# 托雷西利艾恩卡梅罗斯
托雷西利艾恩卡梅罗斯，是西班牙拉里奥哈自治区的一个市镇。总面积31平方公里，总人口540人（2001年），人口密度17人/平方公里。